# Turks- és Caicos-szigeteki önálló misszió
A Turks- és Caicos-szigeteki önálló (sui iuris) misszó (latinul: Missio Sui Iuris Turcensium et Caicensium) a karibi latin katolikus egyház önálló missziója. A misszió felöleli a Turks- és Caicos-szigetek brit függőségét. A misszió a Nassaui főegyházmegye szuffragánja és az Antillák Püspöki Konferenciájának tagja.
A Turks- és Caicos-szigetek misszióját 1984. június 10-én a Nassaui főegyházmegyéből hozták létre. Eredetileg a Nassau szuffragánja volt, ahol a nassaui érsek szolgált felettesként, és a Bahamákról érkezett papok szolgáltak. 1998. október 17-én az amerikai Newarki főegyházmegye fennhatósága alá került, az adminisztratív feladatok pedig 1999. január 3-án Newarkra szálltak át. Newark érseke, mint a misszió elöljárója általános helynököt és papokat nevez ki a Misszióba.

## Főpásztorok
- Lawrence Aloysius Burke S.J. (1984–1998)
- Theodore Edgar McCarrick (1998–2000), kinevezve a Washingtoni főegyházmegye érsekévé
- John Joseph Myers (2001–2017)
- Joseph W. Tobin (2017–hivatalban)

## Szomszédos egyházmegyék
- Nassaui főegyházmegye (északnyugat)
- Mao-Monte Cristi egyházmegye (dél)